# System V Interface Definition
System V Interface Definition, SVID — стандарт, описывающий поведение ОС UNIX System V компании AT&T, включая набор системных и библиотечных вызовов, приложения и устройства. Хотя он не был первым стандартом, описывающим юникс (ассоциация /usr/group выпустила в 1984 документ, описывающий System III с несколькими дополнительными системными вызовами из BSD), он важен как попытка стандартизировать UNIX в период, когда появлялось множество версий ОС и появились проблемы переносимости между вариантами. К 1986, AT&T потребовало от производителей привести поставки Юникс к стандарту SVID issue 2, в случае, если они хотят пользоваться брендом «System V R3». К 1990-м, однако, важность стандарта снизилась, так как на базе SVID были выпущены более современные, не зависящие от производителя юникс-систем стандарты POSIX и Single UNIX Specification.

## Версии SVID
- Версия 1, на базе System V Release 2, опубликована Spring, 1985 [2]
- Версия 2, на базе System V Release 3, опубликована в 1986 (3 тома)[3]
- Версия 3, на базе System V Release 4, опубликована в 1989
- Версия 4, дополненная для соответствия с XPG4 и POSIX 1003.1-1990, опубликована в 1995